# Cedarville (Ohio)

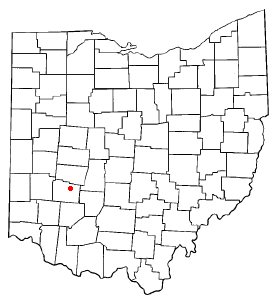
Cedarville na planie stanu Ohio

Cedarville – wieś w USA, w stanie Ohio, w hrabstwie Greene.
Liczba mieszkańców w 2010 roku wynosiła 3828, a w roku 2012 wynosiła 4032.